# ظلال داكنة (مسلسل)
ظلال داكنة (بالإنجليزية: Dark Shadows)‏ هو مسلسل رعب تم إنتاجه في الولايات المتحدة. بدأ عرضه في سنة 1966 على هيئة الإذاعة الأمريكية. بلغ عدد مواسم المسلسل 6 مواسم، بلغ عدد حلقاته 1225 حلقة، وتبلغ مدة الحلقة الواحدة 30 دقيقة. المسلسل من تأليف دان كورتيس، تم بث المسلسل لأول مرة بتاريخ 27 يونيو 1966 بينما تم بث آخر حلقة منه بتاريخ 2 أبريل 1971 من بطولة جوان بينيت، جوناثان فريد، نانسي باريت وديفيد سيلبي.

## روابط خارجية
- دارك شادوز على موقع IMDb (الإنجليزية)
- دارك شادوز على موقع ميتاكريتيك (الإنجليزية)
- دارك شادوز على موقع الموسوعة البريطانية (الإنجليزية)
- دارك شادوز على موقع روتن توميتوز (الإنجليزية)
- دارك شادوز على موقع كينوبويسك (الروسية)
- دارك شادوز على موقع ألو سيني (الفرنسية)
- دارك شادوز على موقع قاعدة بيانات الفيلم (الإنجليزية)